# 福島県道379号矢祭棚倉自転車道線
福島県道379号矢祭棚倉自転車道線（ふくしまけんどう379ごう やまつりたなぐらじてんしゃどうせん）は、福島県東白川郡矢祭町から棚倉町に至る一般県道。別名「久慈川自転車道」。久慈川に沿う。

## 路線概要
- 起点：東白川郡矢祭町関岡
- 終点：東白川郡棚倉町棚倉
- 延長：23 km、うち未供用1 km

### 道路施設
新矢祭橋
田川橋
- 全長：62.0m
- 幅員：3.8m
- 竣工：1989年[1]

矢祭町小田川から東舘に至り、一級水系久慈川水系田川を渡る。
新久慈川橋
- 全長：128.3m
- 幅員：3.8m
- 竣工：1994年[1]

矢祭町中石井字岡下、字御殿川原から塙町植田字北五郎に至り、一級水系久慈川を渡る。福島県道・茨城県道196号石井大子線久慈川橋の下り線側人道橋として機能している。
塙りんりん橋
- 全長：134.0 m
  - 主径間：35.3 m
- 幅員：3.0 m
- 形式：単純合成鋼鈑桁橋 + H鋼桁橋（計5径間）
- 竣工：1986年度

塙町字台宿から字本町に跨がり、一級水系久慈川を渡る。総工費は7900万円。
豊岡橋
- 全長：60.0m
- 幅員：3.8m
- 竣工：1993年[1]

棚倉町寺山字豊岡から字鷹ノ巣に至り、一級水系久慈川を渡る。棚倉町道（旧国道118号）豊岡橋の下流側人道橋として機能している。
久慈橋
- 全長：60.3 m
  - 主径間：29.65 m
- 幅員：7.5 m (10.2 m)
- 形式：2径間連続PCホロー桁橋
- 竣工：1985年

久慈川の河道付替により架替の必要が生じたため、1984年度に当時の国道118号の橋梁工事として事業着手された。歩道は当自転車道の区間にあたるために広く取られている。総事業費は1億1690万円。国道118号棚倉バイパスの開通に伴い車道部分は棚倉町道に移管された。

## 通過する自治体
- 東白川郡
  - 矢祭町
  - 塙町
  - 棚倉町

## 接続・交差する道路
- 矢祭町内
  - 国道118号（起点から久慈川を渡り終えるまで2 kmほど重複。その後も橋梁などで幾度となく重複する。）
  - 福島県道230号矢祭山八槻線
  - 福島県道・茨城県道196号石井大子線（橋梁部分重複）
- 塙町内
  - 国道118号
- 棚倉町内
  - 国道289号
  - 栃木県道・福島県道60号黒磯棚倉線旧道（終点）

## 沿線
- 矢祭山